# Trung Chánh, Hóc Môn
Trung Chánh là một xã thuộc huyện Hóc Môn, Thành phố Hồ Chí Minh, Việt Nam.

## Địa lý
Xã Trung Chánh nằm ở phía nam huyện Hóc Môn, có vị trí địa lý:
- Phía đông và phía nam giáp Quận 12
- Phía tây giáp các xã Xuân Thới Đông và Bà Điểm
- Phía bắc giáp các xã Tân Xuân và Thới Tam Thôn.

Xã có diện tích 1,77 km², dân số năm 2021 là 36.028 người,  mật độ dân số đạt 20.354 người/km².

## Lịch sử
Xã được thành lập vào ngày 5 tháng 11 năm 2003 trên cơ sở 174,30 ha diện tích tự nhiên và 19.715 người của xã Tân Xuân.